# Snow (muzician)
Darrin Kenneth O'Brien (n. 30 octombrie 1969, Toronto, Ontario, Canada), cunoscut sub numele său de scenă Snow, este un muzician, rapper și cântăreț canadian reggae. Single-ul său din 1992 „Informer” a petrecut șapte săptămâni pe locul 1 în US Billboard Hot 100.